# Базилевський Володимир
Володи́мир Базиле́вський (19 червня 1903, с.Батьки, Полтавська губернія, Російська імперія, нині Зіньківський район Полтавська область, Україна — 22 грудня 1997, Нью-Йорк, США) — церковний діяч української діаспори у США. Настоятель православного кафедрального собору в Нью-Йорку (1976—1997). Голова Ділового комітету полтавського земляцтва в Нью-Йорку.

## Біографія
Володимир Базилевський народився в сім'ї священника та вчительки. Дід і прадід були священниками в селі Свиридівка (нині Лохвицького району Полтавської області). Батька заарештували та вислали до Сибіру із села Човно-Федорівка Зіньківського району.
Базилевський закінчив Полтавське духовне училище та два класи духовної семінарії. Два роки навчався в Полтавському інституті народної освіти. Виключили з третього курсу як сина священнослужителя. Ховаючись від переслідувань, деякий час учителював, а потім у Харкові закінчив курси креслярів-конструкторів. Працював в інституті проектування сільськогосподарського будівництва.
1943 року емігрував до Австрії. В повоєнний час жив у таборі Ді-Пі в Західній Німеччині, доки 1950 року не переїхав до США.
У Нью-Йорку працював креслярем і дизайнером. Вийшовши 1969 року на пенсію, прийняв священицький сан. Спершу був настоятелем церкви святої Покрови, а від 1976 року й до смерті — настоятелем кафедрального собору св.Володимира у Нью-Йорку.
Удостоєний золотого наперсного хреста, сану митрофорного протоієрея та протопресвітера.
Улітку 1994 року відвідав Україну і побував на місцях життя своїх батьків і свого дитинства та навчання. Про це розповів у репортажі «Подорож по Полтавщині» у газеті «Полтавське земляцтво» (Нью-Йорк, 1994, число 7).
У Нью-Йорку очолював Діловий комітет полтавського земляцтва. 1995 року вітав у своїй катедрі Президента України Леоніда Кучму.
Помер 22 грудня 1997 року в Нью-Йорку. Поховоно на православному цвитарі Саут-Баунд-Бруку, Нью-Джерсі.